# 山本征児
山本 征児（やまもと せいじ、1944年9月3日 - ）は、日本の実業家。鳥越製粉株式会社元相談役、副社長。

## 経歴・人物
1944年、福岡県生まれ。1967年3月9日に山口大学農学部を卒業。1968年4月に株式会社ヒヨバクに入社。1972年4月に鳥越製粉に入社する。1993年11月に同社営業部第二部付副部長 兼 開発部長、1994年3月に同社取締役営業第二部長 兼 開発部長、1996年7月に同社取締役研究開発部長、1998年3月に同社専務取締役、2004年3月に同社取締役副社長、2007年3月に同社取締役相談役を歴任する。2014年に同社取締役経営企画室担当に就く。

## 業績・研究
- 1983年にドイツ「ウルマシュパッツ社」、1994年12月にアメリカ「ローマンミール社」と業務提携
- 「薄力及び中力粉の含有する小麦蛋白を熱変性させ、改質改良した製パン用粉の開発及びその製造方法」(1995年)[3]
- 「レトルト耐性のあるゲル化剤製剤及びそれを用いた加工調味料」(1998年)[4]
- 1998年に福岡工場、2000年に広島工場がISO9002認証取得、2001年精麦カンパニーがISO9001認証取得[5]